# Eutanyacra alboannulata
Eutanyacra alboannulata är en stekelart som beskrevs av Cameron 1907. Eutanyacra alboannulata ingår i släktet Eutanyacra och familjen brokparasitsteklar. Inga underarter finns listade i Catalogue of Life.